# Pakijs

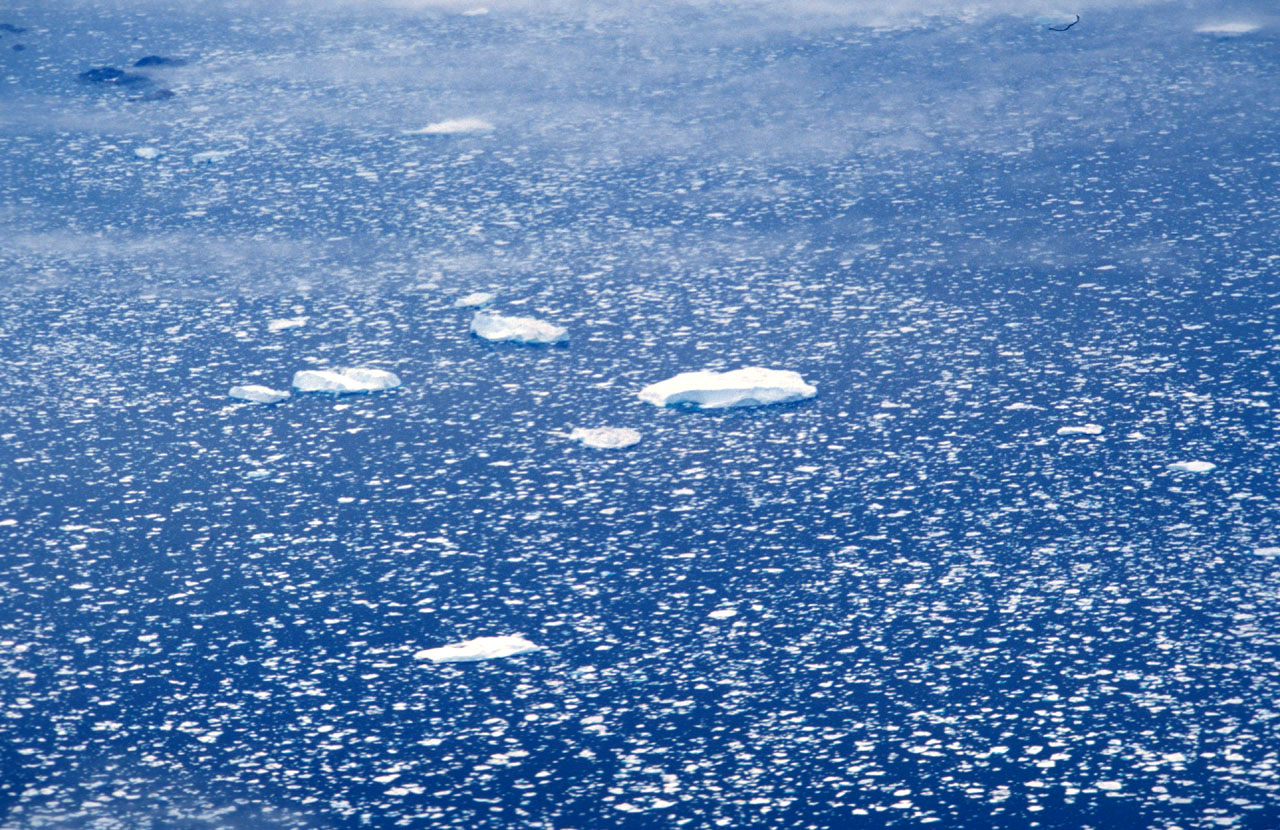
Pakijs bij de oostkust van Groenland, drijvend in zuidelijke richting, juli 1996.

De verandering van het gebied waar pakijs (wit) voorkomt in de loop van het jaar.

Pakijs is de meest voorkomende vorm van zee-ijs en bestaat uit op elkaar geschoven ijsschollen. Het pakijs bedekt naargelang het jaargetijde 10 tot 13 miljoen km² van de Noordelijke IJszee en 4 tot 20 miljoen km² van de Zuidelijke Oceaan. Het witte ijsdek wordt daarbij tot 3,5 meter dik. Zuidpoolpakijs is gemiddeld ongeveer één meter dik. In de zomer smelt het grotendeels. Het pakijs bij de noordpool smelt in de zomer minder door de kleinere variatie in temperatuur, waardoor het ijs daar uit meerdere lagen bestaat en drie tot vier meter dik wordt.
Doordat het ijs over hindernissen stroomt, kunnen zich ijsruggen vormen, die de scheepvaart bemoeilijken of soms volledig onmogelijk maken. De pakijsgrens op het noordelijk halfrond ligt op de 80e noorderbreedtegraad. Losliggende pakijsvelden vormen meestal alleen voor grotere schepen een hindering, maar kunnen door ijsbrekers worden doorbroken.
Een ijsberg of ijsplateau is een drijvende ijsmassa afkomstig van een gletsjer of een ijskap en dus geen pakijs.